# Sorgdunbena
Sorgdunbena (Haplophaedia lugens) är en fågel i familjen kolibrier.

## Utbredning och systematik
Fågeln förekommer i sydvästra Colombia (Nariño) och nordvästra Ecuador (söderut till Pichincha). Den behandlas som monotypisk, det vill säga att den inte delas in i några underarter.

## Status
IUCN kategoriserar arten som nära hotad.

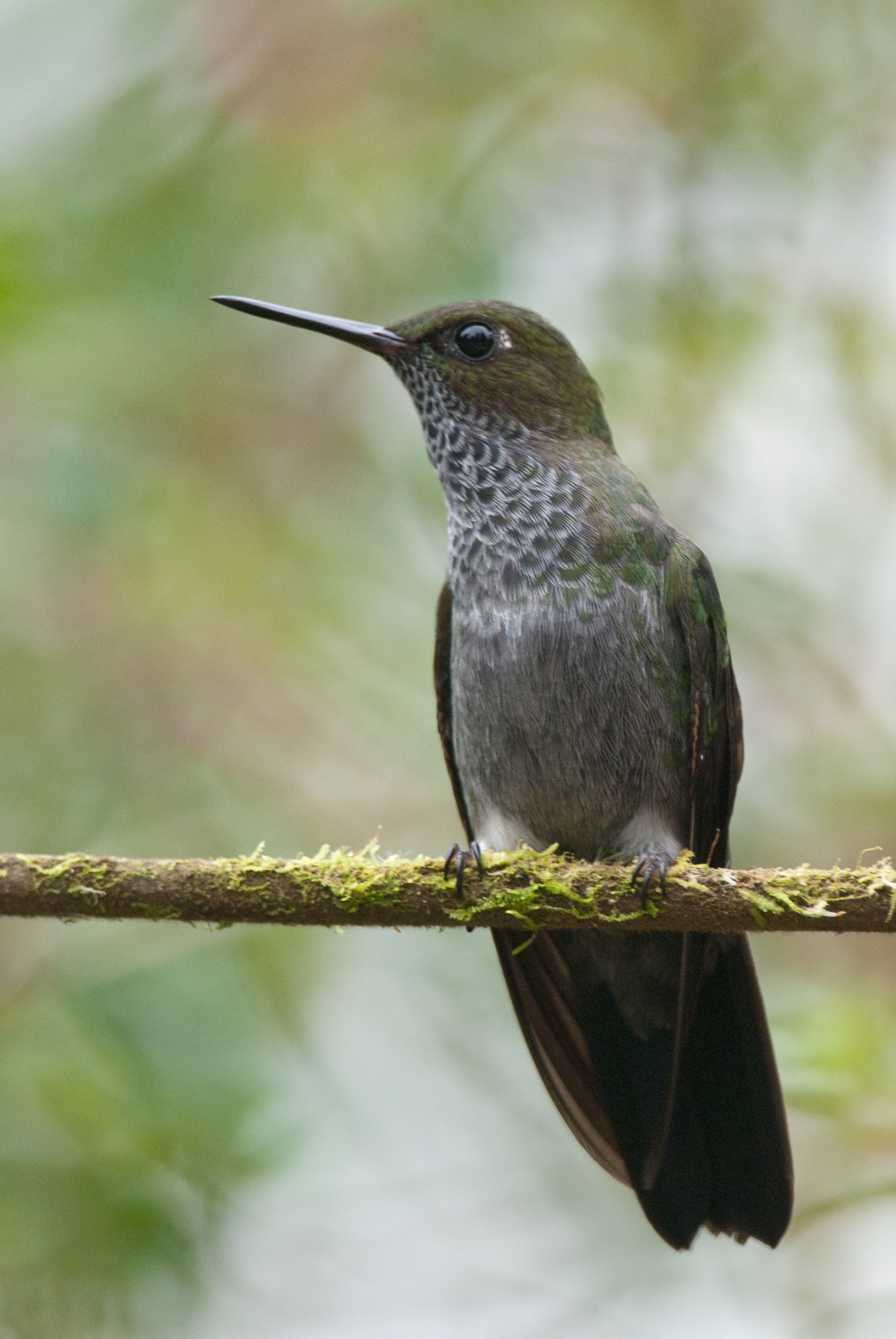